# Пэйдж-Уокер
Оте́ль Пэйдж-Уо́кер, также известный как Центр Исто́рии и иску́сств Пэйдж-Уо́кер — музей истории города и бывший отель, расположенный в городе Кэри, штат Северная Королина, США.

## История
Основательница города Эллисон Фрэнсис Пэйдж построила здание в стиле Второй Империи в 1868 году. Позднее Джей Ар Уокер выкупил его.
С 1868 по 1916 годы пассажиры, путешествующие по железной дороге останавливались в Отеле Пэйдж-Уокер. С 1916 по 1980 годы здание использовалось как пансион и частная резиденция. В начале восьмидесятых предприятие пришло в упадок и здание пустовало на протяжении пяти лет, до тех пор, пока Городской совет города Кэри не выкупил его и не сделал собственностью города.
Волонтёры восстановили фасад отеля, вернув его к первозданному виду.
В настоящее время Центр истории и искусств включает Краеведческий музей города Кэри, художественную галерею, классы для занятий, архив, коптильню и сад. 29 мая 1979 года Отель Пэйдж-Уокер был добавлен в Национальный реестр исторических мест США.